# Partido da Nova República
Partido da Nova República foi uma sigla partidária brasileira que disputou as eleições de 1985, sendo extinto logo em seguida. Utilizava o número 32.
Sediado na cidade do Rio de Janeiro, o PNR disputou as eleições de 1985 e 1986, não elegendo nenhum de seus candidatos. Na eleição municipal de 1985, lançou a candidatura de José Paulo Abreu Monteiro da Silva, presidente do partido, à prefeitura municipal. Com 11.634 votos, ele ficou em 12º lugar entre 19 candidatos.